# 人瑞

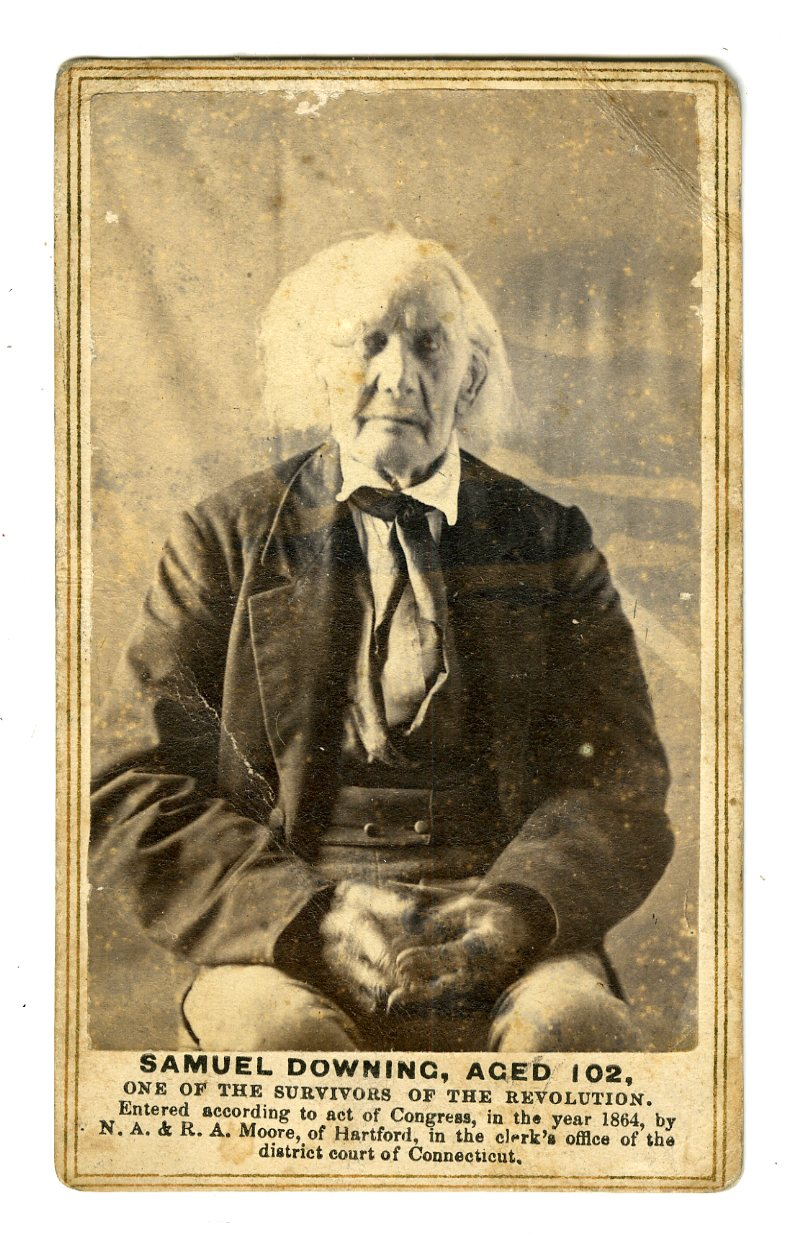
102歲的撒母耳·唐寧，美國獨立戰爭的老兵，1864年。

人瑞（centenarian），或稱百歲人瑞，常指年紀100歲以上的人，由於德高望重常受敬重。110歲以上的人稱為超級人瑞，大约每1000名百岁老人中才有可能产生1位。2012年，联合国估计全世界有316,600名在世的人瑞。随着世界人口和预期寿命的持续增长，预计该群体的数量在21世纪将大幅增加。英国国家统计局预计称，在2013年出生于英国的婴儿中，有1/3的人将活到100岁。

## 目前統計
2020年，全球百岁老人约为57.3万。
2019年美國已有10万余名百岁老人，人数在當時排名全球第一；美国百岁老人中女性则占四分之三。
根據2017年人口普查，日本的人瑞人數有67824人。2022年這一數字突破9萬人，其中女性佔比89%。日本同時也是人瑞佔人口比例最高的國家，平均每10萬人就有34.85人是人瑞。沖繩縣的人瑞數量最多，1963年日本第1次統計時百歲人瑞僅有153人，40年間增加150倍。日本人瑞在他们的100岁生日，获得日本首相授予的1个银杯、1份证明，庆祝他们的长寿。9月15日命名了「敬老日」，为日本国家假日。
2005年時，台灣台南縣佳里鎮有104歲人瑞甘謨、100歲的妻子甘林占，結縭長達83年。

## 文化
中國自古以來奉行敬老尊賢，康熙四十二年（1703年）朝廷頒文：“百歲老民給予‘昇平人瑞’匾額，並給銀建坊；節婦壽至百歲者，給予‘貞壽之門’匾額，仍給建坊銀兩。”
北洋政府执政时，循例頒布《褒扬条例》，规定“年逾百岁者”得以褒揚。
中国进行新文化运动时，知识分子对传统道德伦理进行猛烈批判。1918年7月，胡适在《新青年》发表文章《貞操問題》，提及“一个人偶然活到了一百岁，居然也可以与学术技艺上的著作发明享受同等的褒扬！这已是不伦不类可笑得很了。”

## 民間傳說
彭祖（前1237年或前1214年－前1100年）是中国傳說中有名的人瑞，不少古籍都有关于他的记述，《楚辞》、《列仙全传》、《神仙传》、《素女经》、《御女损益篇》等古书中反复提到。传说，彭祖从夏朝活到商朝末年，活了840歲（實為137歲）。
中國民間傳說有李清雲生於康熙十六年（1677年），卒於1933年，在世256歲。民初軍閥楊森曾命令將李清雲請至萬縣，參加當地“森威橋”落成儀式。1933年5月15日，美國《時代雜誌》（TIME）一篇名為《龜雀狗》（Tortoise-Pigeon-Dog）的文章報導了他的故事和歷史，李清雲留給後人長壽的秘訣：「保持一種平靜的心態，坐如龜，行如雀，睡如狗」。
由於這些民間傳說，資料並不可靠，也沒有提供足夠的證據，因此沒有被列入金氏世界紀錄大全。

## 日本人瑞騙案
2010年6月，日本東京報稱111歲的最老人瑞「加藤宗現」被發現已逝世逾30年，屍體在床上變成乾屍，案件轟動日本，令當地警方在全國向105歲以上的人瑞展開調查。日本2009年的人瑞數目已超過40000人，該案件後，警方隨即發現近200名人瑞一夜間「失蹤」，在其中1個案，1名報稱104歲的女人瑞早已逝世，兒子將她的遺體放進背包長達10年。在日本，長者既领退休金，過百歲時也會收到政府的禮物，但越來越多人擔心這些福利制度會被濫用，在其中1個案中，1名男子在其妻子逝世6年後，仍以妻子名義騙取950萬日元的退休金。